# Carlos Albert Llorente
Carlos Albert Llorente (Ciudad de México, 10 de julio de 1943) es un exfutbolista profesional y experiodista de nacionalidad mexicana. Jugaba en la posición de defensa central y militó en el Club Necaxa de la Primera División de México, además llegó a ser internacional con la selección mexicana de fútbol. También director del Instituto del Deporte del Distrito Federal.
Su estilo periodístico, apasionado, controvertido y muy directo es muy reconocido entre el público y los medios de comunicación: periódicos, radio y televisión. A Albert se le atribuye el concepto de «ratones verdes» referido a la selección nacional.

## Juventud y carrera futbolística
Carlos Albert es el mayor de los 8 hijos de Carlos Albert padre, cronista de radio y televisión especializado en toros y béisbol. Jugó para el club de fútbol Necaxa de 1961 a 1971. Destacan sus participaciones en los Juegos Olímpicos de Tokio 1964 y campeón panamericano en Winnipeg, Canadá en 1967.
En el Necaxa, jugó de defensa central junto con el argentino Pedro Dellacha y posteriormente haría mancuerna con el uruguayo Francisco Majewski hasta que el equipo cambia de propietarios en 1971 para dar origen al Atlético Español, motivo por el cual y dadas las condiciones de contratación decidió retirarse.

## Participaciones en Juegos Olímpicos
| Torneo                   | Sede  | Resultado    |
| ------------------------ | ----- | ------------ |
| Juegos Olímpicos de 1964 | Tokio | Primera fase |

## Clubes
| Club   | País   | Año         |
| ------ | ------ | ----------- |
| Necaxa | México | 1961 - 1971 |

## Carrera periodística
Albert fue de los primeros exjugadores de Primera División que incursionaron en el periodismo. Sus primeros pasos en este rubro fueron en 1978 en Imevisión como comentarista y ha narrado seis Copas del Mundo (1978, 1982, 1986, 1990, 1994 y 2002). Su colega y compañero en las épocas como jugador Raúl Orvañanos lo presentó a José Ramón Fernández, responsable de la sección de deportes del canal y los tres hicieron durante doce años un recordado equipo periodístico en la sección deportiva de Imevisión.
Tras su salida de Televisión Azteca, Albert laboró para el entonces llamado CNI Canal 40, donde se hizo famosa su entrevista en el 2004 a Ricardo Lavolpe, quien, ante la agresividad y falta de objetividad de Albert, abandonó frente a las cámaras la entrevista en mitad del segmento. Permaneció en CNI Canal 40 hasta su cierre de transmisiones en 2005.
Ha escrito para diferentes periódicos como Diario Reforma, El Norte, El Financiero, Esto y Ovaciones.
Desde el 2007 hasta el 16 de mayo de 2012, Carlos Albert aparecía en el programa Futbol Picante en el canal de televisión por cable de ESPN en español, de donde salió tras haber publicado en su Twitter comentarios alentando a que el público viera el primer debate presidencial previo a las elecciones de ese año en lugar de un partido de liguilla que pasaría TV Azteca el mismo día y hora. Al ser socio comercial de TV Azteca, ESPN no aceptó los comentarios de Albert y concluyó su relación laboral. El periodista volvió a la televisión el 4 de enero de 2013 en la cadena Fox Sports en la sección La Última Palabra. No obstante, el 29 de enero de 2013 anunció su retiro de la red televisiva en su cuenta de red social, eventualmente explicando que fue una salida cordial y de común acuerdo. Fue sustituido por André Marín.
Posteriormente participó en los canales de cable Efekto TV y AYM Sports, fue conductor de la emisión radiofónica Radio Centro fútbol y más junto a Jorge Pietrasanta, Enrique Beas, Edgar Valero y Enrique "El Perro" Bermúdez, transmitida en la estación Red FM 88.1 de Grupo Radio Centro, así como también del programa Reacción en cadena, transmitido por el canal 52MX. Antes de retirarse como periodista condujo La Octava Sports junto con Enrique Beas y Luis Castillo donde en algunas ocasiones se le acusó de haber demostrado su total desprecio y repudio hacia el género femenino, inclusive llegó a alentar a la violencia hacia las mujeres.
El 29 de octubre de 2021 anunció su retiro de los medios de comunicación.

## Controversia
Asimismo, se rumora que Albert tuvo que retirarse prematuramente como jugador de fútbol al ser sometido a una campaña de ostracismo a causa de sus esfuerzos por organizar el sindicato de jugadores de fútbol (1970), organizada por los dueños de clubes de la Primera División, junto con Antonio Mota, "El Piolín" y Gamaliel Ramírez. Albert de hecho ha sido siempre defensor de los derechos laborales de los jugadores incluso como periodista, abogando por organizar la defensa de estos derechos en asociaciones sindicales.
Se dice que su alejamiento en 1995 de TV Azteca, sucesora de Imevisión se debió a su desacuerdo con líneas y políticas editoriales impuestas por los nuevos propietarios del canal (Ricardo Salinas Pliego).
En el año 2000, Albert fue nombrado director del Instituto del Deporte del Distrito Federal. El 15 de enero de 2001 la Dirección de Responsabilidades y Sanciones resuelve que Carlos Albert quedaba destituido de su cargo e inhabilitado por los siguientes 10 años para ocupar un puesto público. Esta sanción fue la consecuencia de irregularidades detectadas en la remodelación de la Ciudad Deportiva de la Magdalena Mixhuca y la organización del XVI Maratón de la Ciudad de México.
Carlos Albert promovió un juicio de nulidad N°. A-1903/01 contra la resolución de la Dirección de Responsabilidades y Sanciones. El 5 de diciembre de 2003, el juicio de nulidad es ganado por Albert y se declara cancelada la inhabilitación de 10 años para ocupar cargos públicos. 
El día 26 de agosto de 2010 Carlos Albert mostró evidencia en la cadena ESPN, específicamente en el programa Futbol Picante (conducido por José Ramón Fernández), de que la inhabilitación ya había sido revocada el 5 de diciembre de 2003. Esto fue en respuesta a las declaraciones del polémico D.T. Ricardo La Volpe donde dio a entender que la inhabilitacion seguía vigente.